# ADN-polymérase Pfu
L'ADN-polymérase Pfu, souvent appelée Pfu-polymérase par anglicisme, est l'ADN-polymérase de Pyrococcus furiosus, une archée hyperthermophile. En tant qu'ADN polymérase, cette nucléotidyltransférase a pour fonction de répliquer l'ADN au cours de la division cellulaire.
La Pfu polymérase est utilisée au laboratoire pour l'amplification PCR de l'ADN, fonction pour laquelle elle présente plusieurs avantages par rapport à la Taq-polymérase de Thermus aquaticus, une bactérie thermophile : elle est thermiquement plus stable, et surtout elle possède une activité exonucléase 3' vers 5' permettant d'éliminer les erreurs d'insertion de bases nucléiques au cours de la réplication, de sorte que la PCR par Pfu-polymérase est plus fiable que celle réalisée à l'aide de la Taq-polymérase. 
La Pfu-polymérase disponible commercialement génère un taux d'erreur de 1 pour 1,3 million de paires de bases et peut produire environ 2,6 % d'ADN muté lorsqu'elle est utilisée en PCR. Elle est cependant plus lente que la Taq-polymérase, requérant typiquement une à deux minutes par cycle pour amplifier 1 kb d'ADN à 72 °C.